# Фестивал змајевих чамаца
Фестивал змајевих чамаца традиционални је празник који се дешава 5. дана 5. месеца традиционалног кинеског календара. Ова традиција је уписана 2009. године на УНЕСКО-ву листу нематеријалне светске баштине. Фестивал змајевих чамаца јача везе унутар породица и успоставља складан однос између човечанства и природе. Такође подстиче изражавање маште и креативности, доприносећи живом осећају културног идентитета.
Кинески календар је лунисоларни, па се датум одржавања фестивала по грегоријанском календару разликује од године до године: године 2017. године одржан је 30. маја 2018. - 18. јуна 2019. - 7. јуна 2020. - 25. јуна 2021. - 14. јуна...

## Име
Назив празника на енглеском језику је Dragon Boat Festival, и користи као званични превод празника на енглеском језику од стране Народне Републике Кине. У неким енглеским изворима се назива и Double Fifth Festival који алудира на датум као у изворном кинеском имену.

## Историја

### Сујеверје
Пети лунарни месец се сматра несрећним месецом. Људи су веровали да су природне катастрофе и болести честе у петом месецу. Да би се решили несреће, људи би петог дана петог месеца изнад врата стављали каламус, пелин, цветове нара, кинеску иксору и бели лук. Будући да се облик каламуса формира попут мача и са јаким мирисом белог лука, верује се да може уклонити зле духове.
Још једно порекло фестивала змајевих чамаца: Пре династије Ћин (221-206. п. н. е.), пети месец лунарног календара сматран је лошим месецем, а пети дан у месецу лошим даном, а данас је познат као фестивал змајевих чамаца. Отровне животиње појавиће се од ових дана попут змија, стонога и шкорпиона, као и да људи могу лако да се разболе након овог дана. Стога, током фестивала Змајевих чамаца, људи покушавају на било који начин да избегну лошу срећу. На пример, људи лепе слике пет отровних створења на зид и убоду у њих игле. Људи такође праве исечке папира ових пет створења и омотавају их око зглобова своје деце. Велике церемоније и представе развиле су се из ове праксе у многим областима, чинећи фестивал змајевих чамаца даном за ослобађање од болести и лоше среће.
Декорација врата вешањем биљака пелина и каламуса важан је ритуал Фестивала змајевих чамаца. Људи верују да ће то отерати зле духове и болести.

### Ћи Јуен
Прича најпознатија у модерној Кини сматра да се на фестивалу обележава смрт песника и министра Ћи Јуена (око 340 - 278. п. н. е.) древне државе Чу током периода зараћених држава из династије Џоу. Члан кадета краљевске куће Чу, Ћи је служио у високим канцеларијама. Међутим, када је краљ одлучио да се удружи са све моћнијом државом Ћин, Ћи је протеран због противљења савезу и чак оптужен за издају. Током свог изгнанства, Ћи Јуен је написао пуно поезије. Двадесет и осам година касније, Ћин је заузео Јинг, главни град Чу. У очају, Ћи Јуен је извршио самоубиство у реци Милуо.
Прича се да су се локални људи, који су му се дивили, утркивали својим чамцима да би га спасили или бар нашли његово тело. Каже се да је ово порекло трка змајевих чамаца. Када његово тело није могло да се пронађе, испустили су куглице лепљивог пиринча у реку како би га рибе појеле уместо тела Ћи Јуена. Каже се да је ово порекло традиционалног јела зонгзи.
Током Другог светског рата, Ћи Јуен је почео да се на националистички начин третира као „први кинески патриотски песник“. Поглед на Ћијев социјални идеализам и непоколебљиви патриотизам постао је канонски под Народном Републиком Кином након победе комуниста у кинеском грађанском рату 1949. године.

### Ву Зиксу
Упркос модерној популарности теорије о пореклу прославе по Ћи Јуену, на бившој територији Краљевине Ву, фестивал је обележавао сећање на Ву Зиксуа (умро 484. п. н. е.), премијера Вуа. Кси Ши, прелепу жену коју је послао краљ Гоујиан из државе Јуе, јако је волео краљ Вуа, Фучаи. Ву Зиксу, видећи опасну заверу Гоујиана, упозорио је Фучаија, који се разбеснео на ову примедбу. Фучаи је Ву Зиксуа приморао на самоубиство, у реци, петог дана петог месеца. После његове смрти, у местима попут Суџоуа, Ву Зиксуа се сећају током фестивала змајевих чамаца.

### Сао Е
Иако се сећање на Ву Зиксуа обележава у југоисточном Ђангсу и Ћи Јуен у неким другим деловима Кине, већи део североисточног Шејианга, укључујући градове Шаосинг, Нингбо и Џоушан, слави успомену на младу девојку Сао Е (曹娥, АД 130–144) уместо тога. Отац Сао Е, Сао Шу, (曹盱) је био шаман који је председавао локалним церемонијама у Шангју. 143. године, док је председавао церемонијом у знак сећања на Ву Зиксуа током Фестивала змајевих чамаца, Сао Шу је случајно пао у реку Шун. Сао Е је одлучила да пронађе свог оца у реци, покушавајући 3 дана да га пронађе. После пет дана, она и њен отац пронађени су мртви у реци. Осам година касније, 151 године, у Шангју је саграђен храм посвећен успомени на Сао Е и њену жртву. Река Шун преименована је у Реку Сао'е у њену част.

### Већ постојећи празник
Нека савремена истраживања сугеришу да су приче о Ћи Јуену или Ву Зиксу биле постављене на већ постојећу празничну традицију. Конфучијански учењаци су можда подстицали промоцију ових прича, желећи да легитимишу и ојачају свој утицај у Кини. Однос између зонгзија, Ћи Јуена и фестивала, први пут се појавио током ране династије Хан.
Приче и Ћи Јуена и Ву Зиксуа забележене су у Схији Сима Ћена, завршеној 187, односно 393 године након догађаја, јер су историчари хтели да похвале оба лика.
Друга теорија, коју је унапредио Вен Јидуо, јесте да је Фестивал змајевих чамаца настао из обожавања змајева. Подршку црпе из две кључне традиције фестивала: традиција трка змајевих чамаца и зонгзи. Храна је можда првобитно представљала понуду краљу змајева, док трке змајевих чамаца природно одражавају поштовање према змају и активној јанг енергији повезаној с њим. Ово је стопљено са традицијом посећивања пријатеља и породице на чамцима.
Још један предлог је да фестивал слави широко распрострањено обележје источноазијских аграрних друштава: жетву озиме пшенице. Понуде су се редовно давале божанствима и духовима: краљевима змајева; у древном Чу, Ћи Јуену; у древном Ву, Ву Зиксу (као речном богу); у древној Кореји планинским боговима. Како су се интеракције између различитих региона повећавале, ови слични фестивали су се на крају стопили у један празник.

### Почетком 20. века
Почетком 20. века Фестивал змајевих чамаца је од првог до петог дана петог месеца, а познат је и као Фестивал пет отровних инсеката.

## Државни празник
Фестивал је дуго био обележаван као културни фестивал у Кини и државни је празник на копну, Хонгконгу САР, Макаоу САР и Тајвану (РОК). Влада Народне Републике Кине основана 1949. године у почетку није признавала Фестивал змајевих чамаца као државни празник, већ је поново уведен 2008. године заједно са још два преткомунистичка фестивала у покушају да подстакне традиционалну културу.
Кинеске заједнице југоисточне Азије, укључујући Сингапур и Малезију, незванично прате Фестивал змајевих чамаца. Еквивалентни и сродни званични фестивали укључују корејски Дано фестивал, јапански Дан детета и вијетнамски Тет Ђоан Нго.

## Пракса и активности
Три најраспрострањеније активности спроведене током Фестивала змајевих чамаца су конзумација (и припрема) зонгзија, пијење специјалног реалгар вина и трка змајевих чамаца.

### Трка змајевих чамаца
Трке змајевим чамцима имају богату историју древних церемонијалних и ритуалних традиција, које су настале у јужној централној Кини пре више од 2500 година. Легенда започиње причом о Ћи Јуену, који је био министар у једној од влада зараћених држава, Чу. Љубоморни владини званичници су га оклеветали, а краљ прогнао. Из разочарења у монархију Чу, утопио се у реци Милуо. Људи су похрлили до воде и покушали да поврате његово тело. У знак сећања на Ћи Јуена, људи одржавају трке змајевих чамаца сваке године на дан његове смрти, према легенди. Такође  расипају пиринач у воду да нахране рибу, како би их спречили да једу тело Ћи Јуана, што је једно од порекла зонгзија.

### Зонгзи (традиционална кинеска кнедла од пиринча)
Значајан део прославе фестивала змајевих чамаца је прављење и једење зонгзија са члановима породице и пријатељима. Људи традиционално умотавају зонгзи у лишће трске, бамбуса, формирајући облик пирамиде. Листови такође дају посебну арому и укус лепљивом пиринчу и надевима. Избори пуњења варирају у зависности од региона. Северни региони у Кини преферирају слатки или зонгзи у стилу десерта, са пастом од пасуља, жижулом и орасима као пуњењем. Јужни региони у Кини преферирају слане зонгзи, са разним пуњењем, укључујући маринирано свињско месо, кобасице и сољена јаја од патке.
Зонгзи се појавио пре пролећног и јесењег периода и првобитно је коришћен за обожавање предака и богова; у династији Јин, зонгзи је постао свечана храна за Фестивал змајевих чамаца. У династији Јин, кнедле су званично означене као храна фестивала змајевих чамаца. У овом тренутку, поред лепљивог пиринча, сировине за прављење зонгзија додају се и са кинеским леком Јизхирен. Кувани зонгзи се назива "јизхи зонг".

### Храна повезана са 5
„Ву“ (午) у имену „Дуанву“ на кинеском језику има сличан изговор као број 5 на више дијалеката, па самим тим многи региони имају традицију једења хране која је повезана са бројем 5. На пример, региони Гуангдонг и Хонг Конг имају традицију да праве конге од 5 различитих врста пасуља.

### Реалгар вино
Вино реалгар или вино Ксионг Хуанг је кинеско алкохолно пиће које се прави од кинеског жутог вина са прахом реалгара, минерала жуто-наранџастог арсеник сулфида познатог и као „пиринчано вино“. Често се користи као пестицид против комараца и других  инсеката током врућих лета и као уобичајени противотров у древној Азији.

### Плетеница од 5 свилених навоја
У неким регионима Кине родитељи плету свилене нити од 5 боја и стављају их на зглобове своје деце на дан фестивала змајевих чамаца. Људи верују да ће ово помоћи да се спречи лош дух и болести.
Остале заједничке активности укључују вешање икона Чонг Куија (митска фигура старатеља), вешање мугворта и палме каламус, дуге шетње, и ношење намирисане медицинске торбе. Остале традиционалне активности укључују игру прављења постоља за јаја у подне и писање чаролија. Све ове активности, заједно са испијањем вина или воде, древни су људи, а неки данас, сматрали ефикасним у спречавању болести или зла, истовремено промовишући здравље и благостање.
У раним годинама Републике Кине, Дуанву се славио као „Дан песника“ због Ћи Јуеновог статуса првог познатог кинеског песника. Тајванци такође понекад повезују пролећну праксу балансирања са јајима са Дуанвуом.
Сматра се да је Сунце најјаче око дана летњег солстиција, јер је дневна светлост на северној хемисфери најдужа. Сунце, попут кинеског змаја, традиционално представља мушку енергију, док месец, попут феникса, традиционално представља женску енергију. Летни солстициј сматра се годишњим врхунцем мушке енергије, док зимски солстициј, најдужа ноћ у години, представља годишњи врхунац женске енергије. Мужевна слика змаја се тако повезала са фестивалом змајевих чамаца.

## Галерија
- Хари у Томигусукуу, Окинава, Јапан.
- Утрка змајевог чамца у Сан Франциску, 2008.
- Кнедла од сировог пиринча
- Глава змаја на чамцу
- Змајев чамац у музеју Гуангдонг
- Змајев чамац из Танг династије у музеју Јангчу